# دریای ژاپن

دریای ژاپن.

دریای ژاپن یا دریای شرق نام دریایی حاشیه‌ای در بخش غربی اقیانوس آرام است. دریای ژاپن از سوی شرق به جزایر ژاپنی هوکایدو، هونشو و کیوشو و جزیره روسی ساخالین و از سوی غرب به شبه جزیره کره و خاک اصلی روسیه محدود می‌گردد و ۹۷۸۰۰۰ کیلومتر مربع وسعت دارد.

## اهمیت تاریخی و سیاسی دریای ژاپن
دریای ژاپن به عنوان یک آبراهه مهم در شرق آسیا، همواره نقش محوری در تحولات تاریخی و سیاسی منطقه ایفا کرده است. این دریا نه تنها یک مسیر تجاری حیاتی بوده، بلکه شاهد جنگ‌ها و منازعات متعددی بوده و همچنان موضوع اختلافات نام‌گذاری بین کشورهای ساحلی است.

### مسیر تجاری حیاتی
از دیرباز، دریای ژاپن به عنوان یک پل ارتباطی بین کشورهای شرق آسیا عمل کرده است. این دریا مسیر تجاری مهمی برای تبادل کالا، فرهنگ و ایده‌ها بین کشورهای ژاپن، کره و چین بوده است. کشتی‌های تجاری از این دریا برای حمل و نقل کالاهایی مانند ابریشم، چینی، و سایر محصولات استفاده می‌کردند. این مسیر تجاری نه تنها به رشد اقتصادی کشورهای ساحلی کمک کرد، بلکه به گسترش فرهنگ و تمدن در منطقه نیز کمک شایانی کرد.

### صحنه جنگ‌ها و منازعات
موقعیت استراتژیک دریای ژاپن باعث شده است که این دریا بارها شاهد جنگ‌ها و منازعات بین قدرت‌های منطقه‌ای باشد. از جمله این منازعات می‌توان به جنگ‌های بین ژاپن و کره، جنگ جهانی دوم و رقابت‌های ابرقدرت‌ها در دوران جنگ سرد اشاره کرد. این منازعات تأثیر عمیقی بر تاریخ و فرهنگ کشورهای ساحلی گذاشته است.

### اختلافات نام‌گذاری
یکی از مهم‌ترین اختلافات بین کشورهای ساحلی دریای ژاپن، بر سر نام این دریا است. ژاپنی‌ها از نام دریای ژاپن استفاده می‌کنند، در حالی که کره‌ای‌ها آن را دریای شرقی می‌نامند. این اختلاف نام‌گذاری ریشه در تاریخ طولانی رقابت و اختلاف بین این دو کشور دارد. کره جنوبی معتقد است که استفاده از نام دریای ژاپن، نشان‌دهنده تلاش ژاپن برای تحمیل هژمونی خود بر منطقه است. از سوی دیگر، ژاپن نیز بر استفاده از نام تاریخی این دریا اصرار دارد. این اختلاف نام‌گذاری همچنان یکی از موضوعات حساس در روابط بین دو کشور است.
پیامدهای اختلافات بر سر نام‌گذاری:
- تشدید تنش‌ها: این اختلافات می‌تواند به تشدید تنش‌ها و اختلافات بین کشورهای ساحلی منجر شود.
- تضعیف همکاری‌های منطقه‌ای: اختلاف بر سر نام یک دریا می‌تواند مانعی برای همکاری‌های منطقه‌ای در زمینه‌های مختلف باشد.
- تأثیر بر روابط بین‌الملل: این اختلاف می‌تواند بر روابط بین‌المللی کشورهای منطقه و حتی فراتر از آن تأثیرگذار باشد.

## نگارخانه

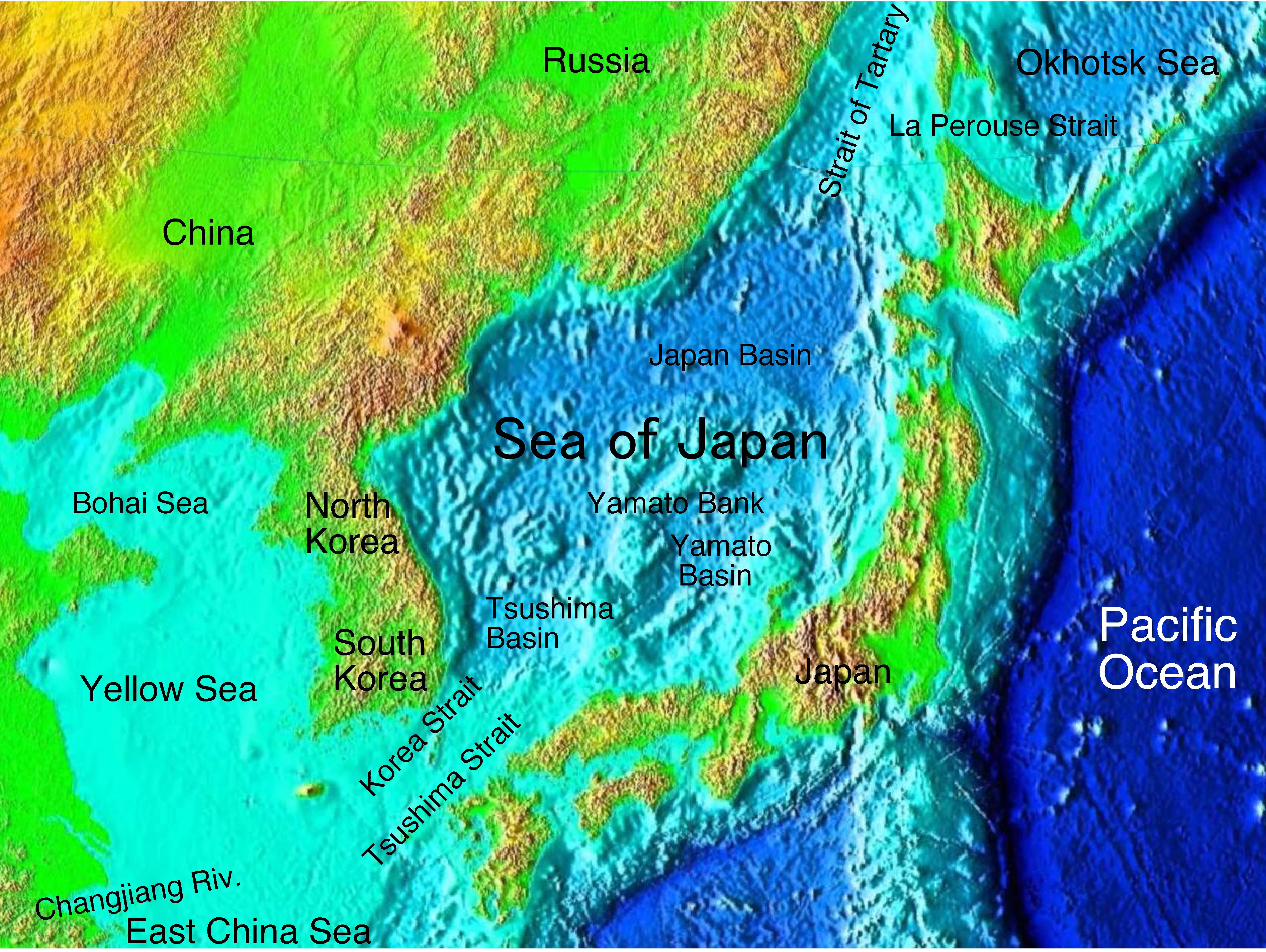
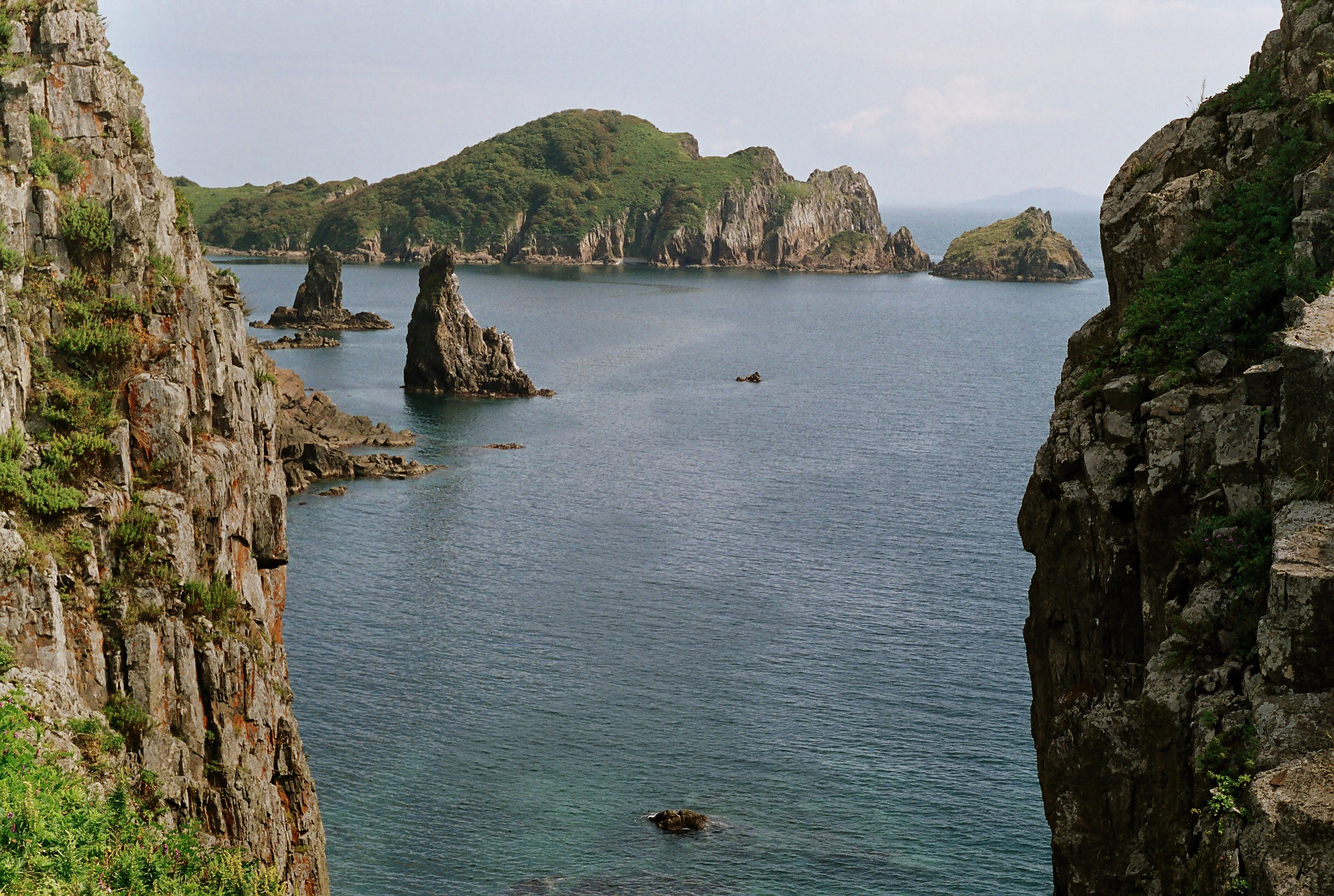
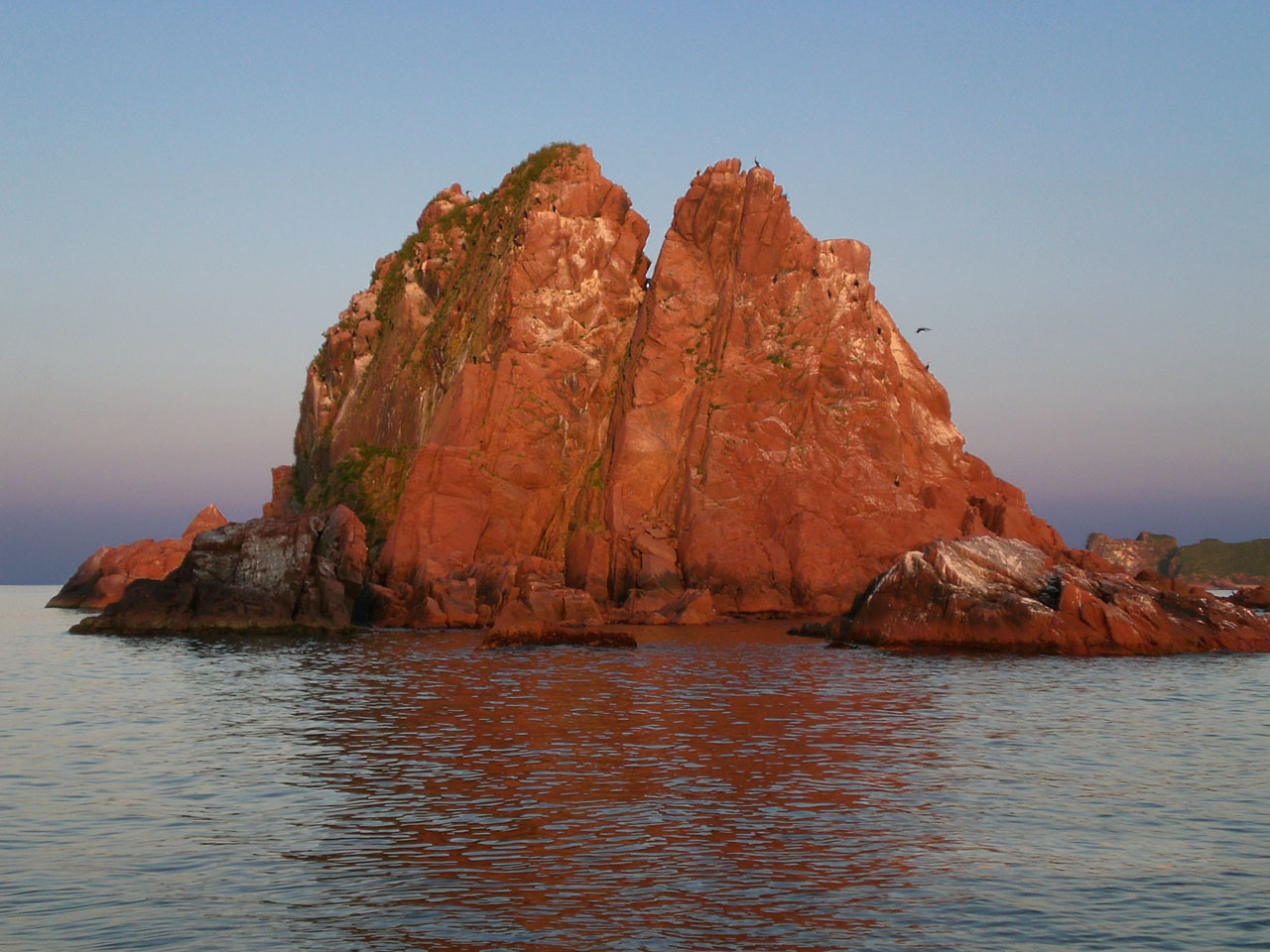